# Listă de scriitori de limbă germană/L
| Vezi: La - Lan Lap - Laz Le - Lem Len - Lez Lh - Lim Lin - Liz Lo - Lom Lon - Loz Lu - Ly |

## La - Lan
- Joochen Laabs (n. 1937)
- Clemens Laar, de fapt Eberhard Koebsell (1906–1960)
- Hedwig Lachmann (1865–1918)
- Volkmar Lachmann (1921–1945)
- Stephan Lackner (1910–2000)
- Ann Ladiges (n. 1935)
- Jürg Laederach (n. 1945)
- August Heinrich Julius Lafontaine (1758–1831)
- Ludwig Laher (n. 1955)
- Ludwig Laistner (1845–1896)
- Monika Lamers (n. 1941)
- Rainer Lämmerhirt (n. 1956)
- Uwe Lammla (n. 1961)
- August Lämmle (1876–1962)
- Friedo Lampe (1899–1945)
- Friedrich Adolf Lampe (1683–1729)
- Peter Martin Lampel (1894–1965)
- Pfaffe Lamprecht (secolul al XII-lea)
- Wilhelm Lamszus (1881–1965)
- Bertha von der Lancken (1863–nach 1935)
- Lola Landau (1892–1990)
- Gustav Landauer (1870–1919)
- Jeannette Lander (n. 1931)
- Peter Landerl (n. 1974)
- Erich Landgrebe (1908–1979)
- Hermann Landois (1835–1905)
- Artur Landsberger (1876–1933)
- Hugo Landsberger (1861–1938)
- Carl Lang (scriitor) (1766–1822)
- Karl Heinrich von Lang (1764–1835)
- Matthias Lang (1902–1965)
- Othmar Franz Lang (n. 1921)
- Roland Lang (n. 1942)
- Thomas Lang (n. 1967)
- August Friedrich Ernst Langbein (1757–1835)
- Carl Lange (1885–1959)
- Friedrich Lange (1898–1976)
- Hartmut Lange (n. 1937)
- Horst Lange (1904–1971)
- Samuel Gotthold Lange (1711–1781)
- Katja Lange-Müller (n. 1951)
- Katrin Lange (n. 1942)
- Curt Langenbeck (1908–1953)
- Anton Langer (1824–1879)
- Felix Langer (1889–1979)
- Hans Langer (1912–1988)
- Jochen Langer (1953)
- Rudolf Günter Langer (1923–2007)
- Tanja Langer (n. 1962)
- Johann Christian Ferdinand von Langermann (1880–?)
- Marianne Langewiesche (1908–1979)
- Elisabeth Langgässer, de fapt E. L. Hoffmann (1899–1950)
- Anna Langhoff (n. 1965)
- Wolfgang Langhoff (1901–1966)
- Ulrike Längle (n. 1953)
- Philipp Langmann (1862–1931)
- Ilse Langner (1899–1987)
- Maria Langner (1901–1967)
- Werner Lansburgh (1912–1990)
- Günter Lanser (n. 1932)
- Kurt Lanthaler (n. 1960)

## Lap - Laz
- Karl Lappe (1773–1843)
- Thomas Lappe (n. 1964)
- Sophie von La Roche (1731–1807)
- Adolph L’Arronge (1838–1908)
- Paul Lascaux, de fapt Paul Ott (scriitor) (1955)
- Berta Lask (1878–1967)
- Else Lasker-Schüler (1869–1945)
- Bernhard Lassahn (n. 1951)
- Johannes Lassenius (1636–1692)
- Kurd Laßwitz (1848–1910)
- Dieter Lattmann (n. 1926)
- Anemone Latzina (1942–1993)
- Andreas Latzko (1876–1943)
- Fritz Lau (1872–1966)
- Gabriel Laub (1928–1998)
- Heinrich Laube (1806–1884)
- Cécile Lauber (1887–1981)
- Rolf Lauckner (1887–1954)
- Nikolaus Lauer (1897–1980)
- Joseph von Lauff (1855–1933)
- Friedrich Christian Laukard (1758–1822)
- Friedrich Laun, de fapt Friedrich August Schulze (1770–1849)
- Johann Lauremberg (1590–1658)
- Peter Lauremberg (1590–1658)
- Laurentius von Schnifis (1633–1702)
- Ernst Josef Lauscher (n. 1947)
- Heinrich Lautensack (1881–1919)
- Rüdiger Lautmann (n. 1935)
- Christine Lavant (1915–1973)
- Rudolf Lavant, de fapt Richard Cramer (1844–1915)
- Johann Kaspar Lavater (1741–1801)
- Mary Lavater-Sloman (1891–1980)
- Auguste Lazar (1887–1970)

## Le - Lem
- Richard Leander, de fapt Richard von Volkmann (1830–1889)
- Benjamin Lebert (n. 1982)
- Hans Lebert (1919–1993)
- Franz Lechleitner (1865–1928)
- Auguste Lechner (1905–2000)
- Joe Lederer (1907–1987)
- Gert Ledig (1921–1999)
- Birgit van der Leeden (n. 1955)
- Gertrud von Le Fort (1876–1971)
- Werner Legère (1912–1998)
- Arthur-Heinz Lehmann (1909–1956)
- Christine Lehmann (n. 1958)
- Jürgen Lehmann (n. 1934)
- Kurt Lehmann, numele inițial al lui Konrad Merz (1908–1999)
- Wilhelm Lehmann (1882–1968)
- Georg Christian Lehms (1684–1717)
- Friedrich Lehne (1771–1836)
- Aloys Lehnert (1888–1976)
- Thomas Lehr (n. 1957)
- Hans Joachim Leidel (1915–1962)
- Arnold Leifert (n. 1940)
- Hans Leifhelm (1891–1947)
- Hans Leip (1893–1983)
- Leo Leipziger (1861–1922)
- Johann Anton Leisewitz (1752–1806)
- Richard Leising (1934–1997)
- Christoph Leisten (n. 1969)
- Bernd Leistner (n. 1939)
- Josef Leitgeb (1897–1952)
- Otto von Leitgeb (1860–1951)
- Karl Gottfried Leitner (1800–1890)
- Maria Leitner (1892–1941)
- Marjaleena Lembcke (1945)
- Alfred Lemm, de fapt Alfred Lehmann (1889–1918)
- Fritz Lemmermayer (1857–1932)

## Len - Lez
- Nikolaus Lenau (1802–1850)
- Josef Lenhard (1886–1965)
- Christine Lehmann (n. 1958)
- Wilhelm Lennemann (1875–1963)
- Friedrich Lennig (1796–1838)
- Georg Lentz (1928–2009)
- Michael Lentz (n. 1964)
- Jakob Michael Reinhold Lenz (1751–1792)
- Hermann Lenz (1913–1998)
- Leo Lenz (1878–1962)
- Reimar Lenz (1931)
- Siegfried Lenz (1926)
- Hans-Georg Lenzen (1921)
- Maria Lenzen (1814–1882)
- Viktor Leon, de fapt Viktor Hirschfeld (1858–1940)
- Rudolf Leonhard (1889–1953)
- Emil Leonhardt (1862–1958)
- Henrike Leonhardt (n. 1943)
- Hermann Leopoldi (1888–1959)
- Jella Lepman (1891–1970)
- Karl Franz Leppa (1893–1986)
- Paul Leppin (1879–1945)
- Carola Lepping (n. 1921)
- Karl Lerbs (1893–1946)
- Alexander Lernet-Holenia (1897–1976)
- Heinrich Lersch (1889–1936)
- Gotthold Ephraim Lessing (1729–1781)
- Daniel Lessmann (1794–1831)
- Sandra Lessmann (n. 1969)
- Reinhard Lettau (1929–1996)
- Dagmar Leupold (n. 1955)
- Gustav Leutelt (1860–1947)
- Gertrud Leutenegger (n. 1948)
- Heinrich Leuthold (1827–1879)
- Ilse Leutz (1896–?)
- Julius Levin (1862–1935)
- Rahel Levin (1771–1833)
- August Lewald (1793–1871)
- Emmi Lewald (1866–1946)
- Fanny Lewald (1811–1889)
- Sünje Lewejohann (n. 1972)
- Waldtraut Lewin (n. 1937)
- Sibylle Lewitscharoff (n. 1954)
- Gudrun Leyendecker (n. 1948)

## Lh - Lim
- Heinrich Lhotzky (1859–1930)
- Mechthilde von Lichnowsky (1879–1958)
- Georg Christoph Lichtenberg (1742–1799)
- Elisabeth Lichtenecker (1919–1984)
- Herbert Lichtenfeld (1927–2001)
- Alfred Lichtenstein (1889–1914)
- Magnus Gottfried Lichtwer (1719–1783)
- Romie Lie (n. 1954)
- August Jacob Liebeskind (1758–1793)
- Franz Liebhard, de fapt Robert Reiter (1899–1989)
- Hans Liebhardt (n. 1934)
- Karl Lieblich (1895–1964)
- Irina Liebmann (n. 1943)
- Kurt Liebmann (1897–1981)
- Urs Liechti (1887–1980)
- Tom Liehr (n. 1962)
- Meinrad Lienert (1865–1933)
- Friedrich Lienhard (1865–1929)
- Heinz Liepman (1905–1966)
- Werner Liersch (n. 1932)
- Lothar Lies (1940–2008)
- Detlev von Liliencron (1844–1909)
- Heinrich Lilienfein (1879–1952)
- Roger Lille (n. 1956)
- Martin Limburger (1637–1692)
- Erich Limpach (1899–1965)
- Richard Limpert (1922–1991)

## Lin - Liz
- Hera Lind (n. 1957)
- Jakov Lind, de fapt Jakov Landwirt (1927)
- Paul Lindau (1839–1919)
- Rudolf Lindau (1829–1910)
- Maurus Lindemayr (1723–1783)
- Heinrich Lindenborn (1706–1750)
- Michael Lindener (ca. 1520–1562)
- Wolfgang Linder (n. 1961)
- Robert Linderer (1824–1886)
- Albert Lindner (1831–1888)
- Thekla Lingen (1866–1931)
- Theo Lingen, de fapt Franz Theodor Schmitz (1903–1978)
- Hermann Lingg (1820–1905)
- Charlotte Link (n. 1963)
- Franz Link (1869–1937)
- Heiner Link (1960–2002)
- Jochen Link (n. 1943)
- André Linke (n. 1984)
- Johannes Linke (1900–1945)
- Lilo Linke (1906–1963)
- Richard Linsert (1899–1933)
- John Linthicum (n. 1948)
- Karl Linzen (1874–1939)
- Siegfried Lipiner (1856–1913)
- Helga Lippelt (n. 1943)
- Maik Lippert (n. 1966)
- Johann Lippet (n. 1951)
- Alois Johannes Lippl (1903–1957)
- Alfred Liquornik, ulterior Alfred Gong (1920–1981)
- Christian Ludwig Liscow (1701–1760)
- Ernst Lissauer (1882–1937)
- Monika Littau (n. 1955)

## Lo - Lom
- Norbert Loacker (n. 1939)
- Mira Lobe (1913–1995)
- Georg Löbsack (1893–1936)
- Wilhelm Lobsien (1872–1948)
- Ambrosius Lobwasser (1515–1585)
- Jakob Locher (ca. 1471–1528)
- Jürgen Lodemann (n. 1936)
- Oskar Loerke (1884–1941)
- Erich Loest (n. 1926)
- Hugo Loetscher (1929–2009)
- Günther Loewit (n. 1958)
- Ernst Loewy (1920–2002)
- Kay Löffler (n. 1958)
- Friedrich von Logau (1604–1655)
- Daniel Casper von Lohenstein (1635–1683)
- Ingeborg Lohfink (n. 1931)
- Herbert Andreas Löhlein (1900–1987)
- Georg Lohmeier (n. 1926)
- Julius Lohmeyer (1835–1903)
- Wolfgang Lohmeyer (n. 1919)
- Ernst Friedrich Löhndorff (1899–1976)
- Ernst Lohwag (1847–1918)
- Josef Lohwag (1849–1911)
- Christian Loidl (1957–2001)
- Gabriel Loidolt (n. 1953)
- Horst Lommer (1904–1969)

## Lon - Loz
- Hermann Löns (1866–1914)
- Guido Looser (1892–1937)
- Jakob Lorber (1800–1864)
- Hans Lorbeer (1901–1973)
- Kito Lorenc (n. 1938)
- Carl Lorens (1851–1909)
- Eleonora Lorenz (1895–1949)
- Helmut Lorenz (1873–?)
- Wiebke Lorenz (n. 1972)
- Rudolf Lorenzen (n. 1922)
- Heinz Lorenz-Lambrecht (1888–1965)
- Hieronymus Lorm, de fapt Heinrich Landesmann (1821–1902)
- Boy Lornsen (1922–1995)
- Hans Löscher, de fapt Gustav Löscher (1881–1946)
- Gert Loschütz (n. 1946)
- Frank Löser (n. 1944)
- Peter Lotar (1910–1986)
- Ernst Lothar, de fapt Ernst Lothar Müller (1890–1974)
- Rudolph Lothar (1865–1933)
- Lotichius, de fapt Petrus L. Secundus Lottich (1528–1560)
- Georg Lotter (1889–1977)
- Joachim Lottmann  (n. 1956)
- Ernst Wilhelm Lotz (1890–1914)
- Josef Lowag (1849–1911)
- Johann Friedrich Löwen (1727–1771)
- Paul Löwinger junior (1949–2009)

## Lu - Ly
- Axel Lübbe (1880–1963)
- Fried Lübbecke (1883–1965)
- Gerd Hergen Lübben (n. 1937)
- Hugo Lubliner (1846–1911)
- Samuel Lublinski (1868–1910)
- Johann Peter Luck (1797–1868)
- Conradine Lück (1885–1959)
- Emil Lucka (1877–1941)
- Manfred Lückert (n. 1947)
- Felix Graf von Luckner (1881–1966)
- Volker Lüdecke (n. 1961)
- Amalie Johanna Karoline Ludecus (1757–1827)
- Franz Lüdtke (1882–1945)
- Ludovic I de Anhalt-Köthen (1579–1650)
- Emil Ludwig, de fapt Emil Cohn (1881–1948)
- Lori Ludwig (1924–1986)
- Max Ludwig (1873–1940)
- Otto Ludwig (1813–1865)
- Paula Ludwig (1900–1974)
- Ludwig Lugmeier (n. 1949)
- Heinrich Luhmann (1890–1978)
- Otto Lukas (1881–1956)
- Martin Luksan (n. 1947)
- Anja Lundholm (1918–2007)
- Claudius Lünstedt (n. 1973)
- Sandra Lüpke (n. 1971)
- Martin Luserke (1880–1968)
- Gila Lustiger (n. 1963)
- Kurt Lütgen (1911–1992)
- Martin Luther (1483–1546)
- Bobby E. Lüthge, de fapt Erwin Robert Lüthge (1891–1964)
- Georg Lutz (1889–1964)
- Joseph Maria Lutz (1893–1972)
- Michael Lutz (n. 1964)
- Josef August Lux (1871–1948)
- Charlotte Lyne (n. 1965)
- Johann Peter Lyser, de fapt Peter Theodor Burmeister (1804–1870)